# Günter Schöne
Günter Schöne (* 19. Juni 1904 in Magdeburg; † 6. Februar 1986) war ein deutscher Dramaturg, Theaterwissenschaftler und Museumsdirektor.

## Leben und Wirken
Nach dem Schulabschluss studierte er und promovierte 1933 an der Universität München zum Dr. phil.
1935 wurde Schöne Assistent und 1937 Direktor des Deutschen Theatermuseums (Clara-Ziegler-Stiftung) in München. 1971 ging er in den Ruhestand.
Er war u. a. Mitglied der Gesellschaft für Theatergeschichte.

## Schriften (Auswahl)
- Die Entwicklung der Perspektivbühne von Serlio bis Galli-Bibiena. Leipzig 1933.
- (mit Hellmuth Vriesen): Das Bühnenbild im 19. Jahrhundert. München 1959.
- Tausend Jahre deutsches Theater. München 1962.
- Porträt-Katalog des Theatermuseums München. Teil 1, 1978.
- Porträt-Katalog des Theatermuseums München. Teil 2, 1981.